# Andrena stepposa
Andrena stepposa är en biart som beskrevs av Osytshnjuk 1977. Andrena stepposa ingår i släktet sandbin, och familjen grävbin. Inga underarter finns listade i Catalogue of Life.